# Марио Фрик (фудбалер)
Марио Фрик (7. септембар 1974) бивши је лихтенштајнски фудбалер који је играо на позицији нападача. Тренутно ради као тренер Луцерна.
Каријеру је почео у домаћем Балцерсу одакле је отишао у Швајцарску где је играо за Санкт Гален, Базел и Цирих. Године 2000. одлази у Италију где је највише наступа и голова забележио за Тернану. Након тога се вратио у Санкт Гален, а каријеру је завршио у Балцерсу, чији је тренер био неко време. Четири пута је био изабран за најбољег фудбалера године Лихтенштајна.
Са 16 постигнутих голова је најбољи стрелац репрезентације Лихтенштајна.